# Nikola Dačević
Nikola Dačević (in serbo Николa Дaчевић?; Belgrado, 5 settembre 1979) è un ex cestista e allenatore di pallacanestro serbo considerato di formazione svizzera.

## Palmarès
- Campionato svizzero: 3

Lugano: 1999-2000, 2005-2006
SAV Vacallo: 2008-2009
- Coppa Svizzera: 1

SAV Vacallo: 2008-2009